# ヒューム石
ヒューム石(Humite)は、ネソケイ酸塩鉱物の一種である。花崗岩と苦灰石が接触したスカルン鉱床で多く見られる。
ヴェスヴィオの火山噴出物から発見された鉱物である。1813年に初めて記載され、イギリスの園芸家、政治家である準男爵エイブラハム・ヒューム (2代目準男爵)（1749年-1838年）の名前に因んで命名された。
主にフッ素を含むヒューム石グループのヒューム石サブグループに位置する。2022年現在、ヒューム石グループは未承認のものを含めて19種が発見されているが、そのほとんどが橙色・褐色系の粒状結晶のため、外見上ではほぼ区別は困難である。日本産新鉱物の園石も含まれる。